# ミノサイクリン

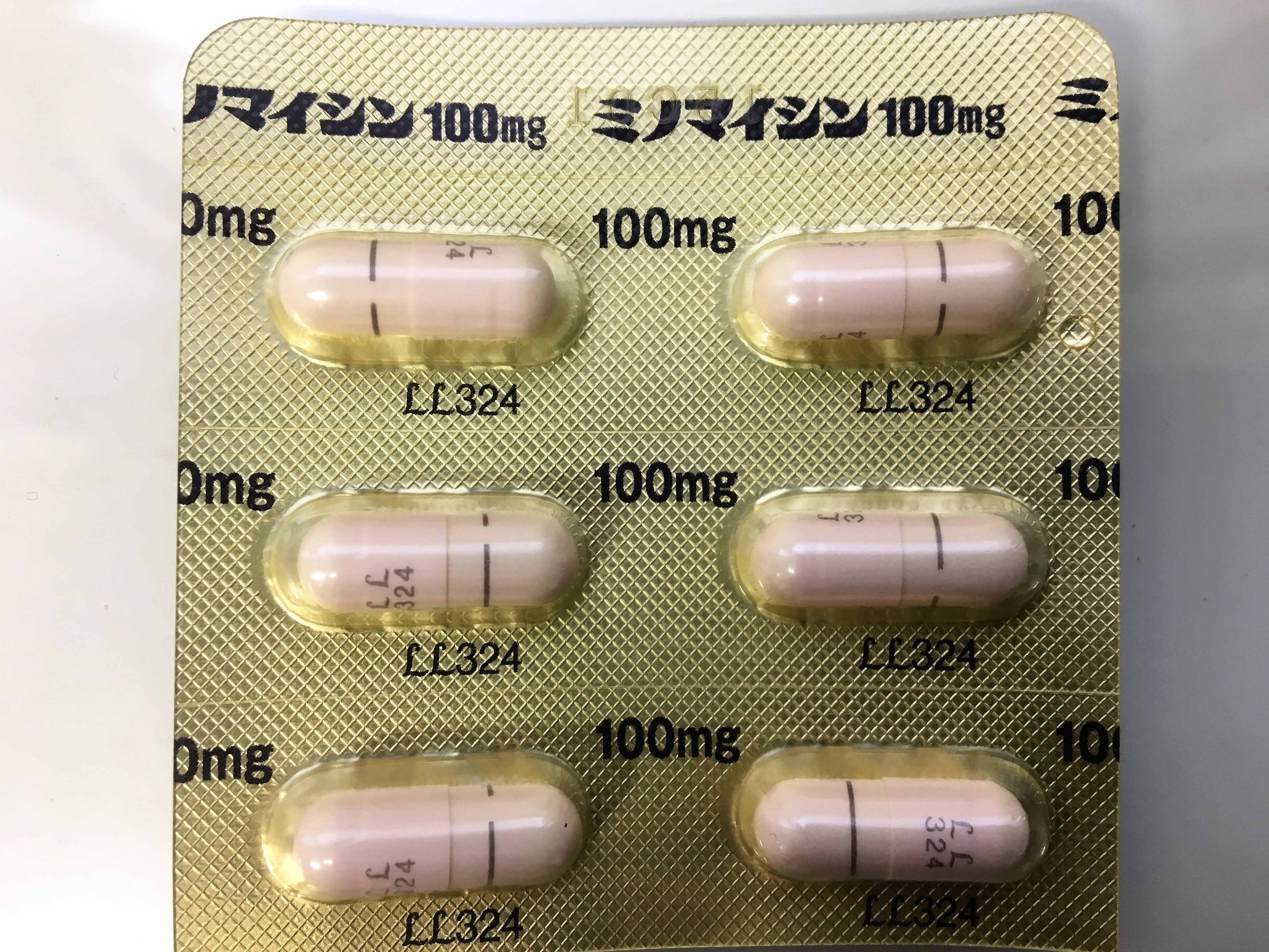
ミノサイクリン内服カプセル

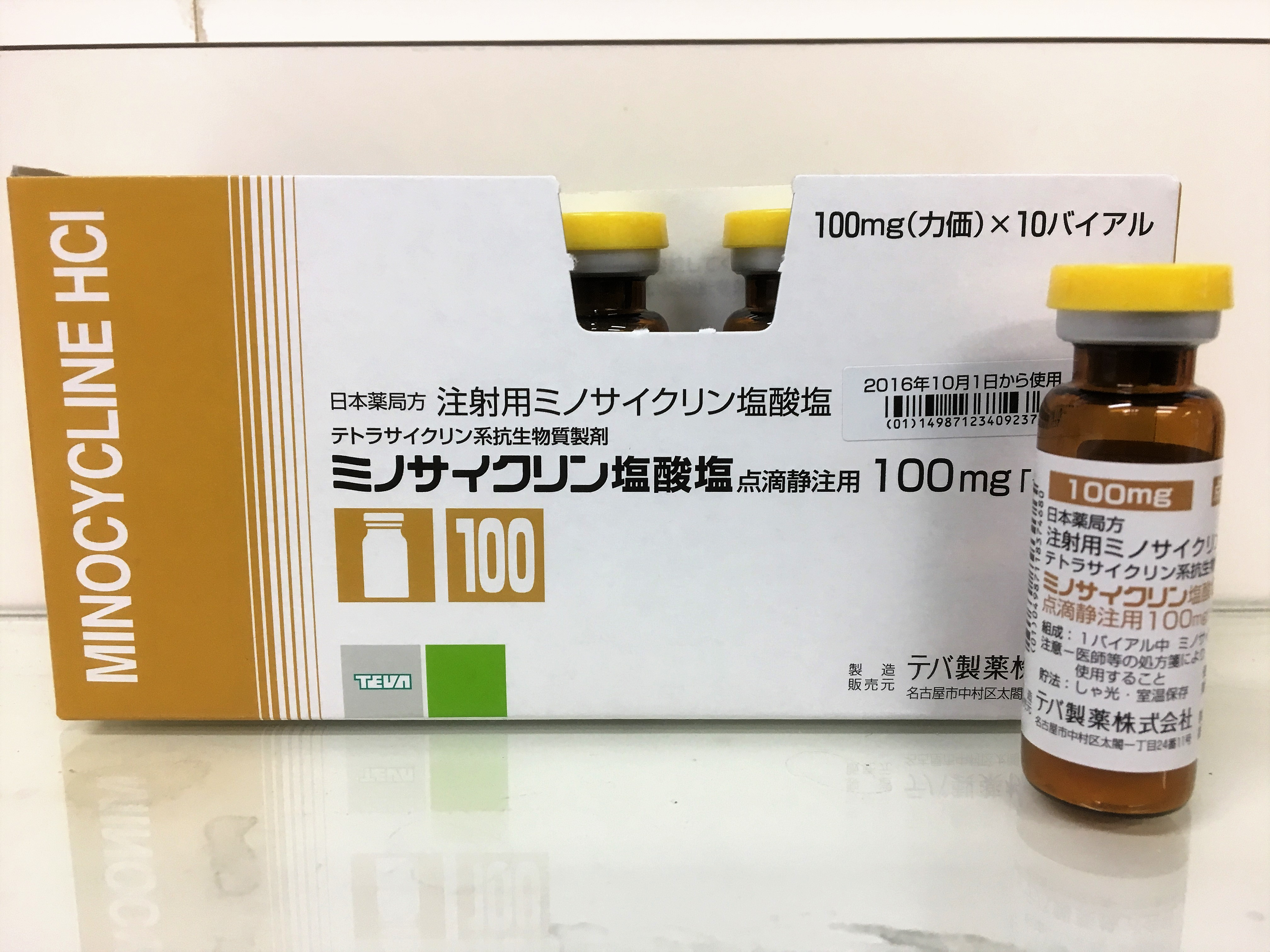
ミノサイクリン注射液

ミノサイクリン（英: Minocycline）は、広域スペクトル抗生物質のテトラサイクリン系抗生物質であり、静菌性の抗菌薬に分類される。テトラサイクリン系としては脂溶性が高く、組織移行性が良好で生体内半減期も長い。経口摂取時の生物学的利用能が100%に近い。動物用医薬品としても使用される。
アメリカ食品医薬品局は、2008年に甲状腺疾患、小児自己免疫疾患の重篤な副作用との関連が見出している。コクラン共同計画もある種の自己免疫疾患の発症リスクの上昇を見出した。
天然に存在する抗生物質ではなく、1966年にアメリカ合衆国のレダリー研究所によって天然テトラサイクリンから半合成された物質。

## 特徴

### 静菌作用
主に皮膚感染症やライム病の治療に使用され、テトラサイクリン系抗生物質の中でも第一選択薬である。これはドキシサイクリンと並び生体内半減期が長いため、1日の服薬回数が少なくて済むことと、テトラサイクリン系抗生物質に対する耐性菌にも効果が期待できるためである。β-ラクタム系耐性菌に有効な場合があり、β-ラクタム耐性アシネトバクターによる疾患や、一部のMRSA感染症の治療に使用されることもある。髄膜炎菌への活性も有するなど、他のテトラサイクリン系よりも幅広い抗菌スペクトルであるが、予防投与は副作用（目眩や光線過敏）の問題と薬剤耐性のつきやすさのため推奨されていない。
動物のリボソーム80Sには作用せず、細菌のリボソーム70Sに特異的に作用する、細菌のリボソーム30Sサブユニットに特異的に作用することから、選択毒性を有する。

## 適応
妊娠中や妊娠の可能性がある場合は、他のテトラサイクリン系と同様に選択されない。小児に対しては第一選択とならない。特に8歳未満の小児において、歯牙の着色やエナメル質形成不全、また、一過性の骨発育不全を起こす可能性があるためである。しかし薬剤耐性の問題で、本剤以外に選択肢がない場合は例外となる。
ミノサイクリンに感受性のある菌種は、ブドウ球菌属、レンサ球菌属、肺炎球菌、腸球菌属、淋菌、炭疽菌、大腸菌、赤痢菌、シトロバクター属、クレブシエラ属(肺炎桿菌を含む)、エンテロバクター属、緑膿菌、梅毒トレポネーマ、リケッチア属、クラミジア属、マイコプラズマ、アメーバ性赤痢、炭疽症、コレラ、淋病（ペニシリンが投与できない場合）、融合性細網状乳頭腫症（グジュロー・カートイド症候群）、ライム病、腺ペスト、歯周病、肺炎など呼吸器疾患、ロッキー山紅斑熱、梅毒、尿路感染症、直腸の感染症、ある種の微生物感染による子宮頚部の症状など。
適応だけを見ればそうだが、実際には淋病で2016年には7-8割で薬剤耐性を持つため、推奨ではない。

### 主な適応症
- 皮膚/骨格系

表在性皮膚感染症、深在性皮膚感染症、リンパ管・リンパ節炎、外傷・熱傷及び手術創による二次感染、乳腺炎、骨髄炎
- 呼吸器系

咽頭炎、喉頭炎、扁桃炎、気管支炎、肺炎、肺膿瘍、慢性呼吸器病変の二次感染
- 泌尿器系/生殖器系

膀胱炎、腎盂腎炎、前立腺炎、精巣上体炎、尿道炎、淋菌感染症、梅毒、外陰炎、細菌性膣炎、子宮内感染
- 消化器系/腹腔内臓器

腹膜炎、感染性腸炎
- 感覚系器官

涙嚢炎、麦粒腫、外耳炎、中耳炎、副鼻腔炎、化膿性唾液腺炎
- 歯科領域

歯周組織炎、歯冠周囲炎、上顎洞炎、顎炎
- 全身性感染症

炭疽、つつが虫病、オウム病

### ほか
エイズ患者のトキソプラズマ症に対する土壇場治療薬としても使用されている。
アメリカ合衆国ではリウマチ学会のホームページに他の治療より効果的でないため一般的には使用されないが、たまに使用されることがあると記される。

## 動態
アルミニウム・カルシウム・マグネシウムを含有している制酸剤、または鉄含有製剤によって損なわれるが、乳製品を含む食事と同時にミノサイクリンを摂取しても、吸収の程度と時間は、絶食条件下との差は認められなかった。

## 主な副作用
アレルギー、アナフィラキシー、結節性多発動脈炎(PAN)、顕微鏡的多発血管炎(MPA)、自己免疫性肝炎、重篤な肝機能障害、中毒性表皮壊死融解症(TEN)、皮膚粘膜眼症候群(SJS)、薬剤誘発性エリテマトーデス(SLE)、紅皮症（剥脱性皮膚炎）、光線過敏症、血液障害。また、急性熱性好中球性皮膚症(Sweet's病)や、聴覚障害、発癌性の報告もある。
アナフィラキシーではない死亡例も報告されている。
肝障害、腎障害、食道通過障害を有していると副作用が強く出る。経口摂取の不良な患者又は非経口栄養の患者、全身状態の悪い患者では、ビタミンK欠乏症状があらわれることがある。また、他のテトラサイクリン系よりも頻繁に深刻な有害事象が報告されている。頭蓋内圧亢進、肝障害、自己免疫疾患、好酸球増加症候群がミノサイクリンで多かった。テトラサイクリン系の有害事象報告は「ミノサイクリン > ドキシサイクリン > テトラサイクリン」の順で頻繁かつ深刻であった。非免疫性の甲状腺機能障害。耳鳴り、目眩、運動障害といった内耳前庭障害は女性に起きやすく（50〜70%）、発症率がかなり高く不快なため女性患者に投与されることは滅多にない。
他のテトラサイクリン系よりも高い頻度で突発性頭蓋内圧亢進を引き起こす可能性があり、頭痛、視野の揺らぎ、目眩、嘔吐、混乱も起こりうる。長期使用では、皮膚への青灰色の着色が認められる。

### アメリカにおける議論
2008年2009年にアメリカ食品医薬品局 (FDA) の有害事象報告制度 (AERS) から、潜在的な安全性の問題を特定したと公表があり調査中であるが、服薬の中止を意味するものではない。ミノサイクリン使用と甲状腺疾患、小児自己免疫疾患、DRESS症候群が関連を示した。
精子形成異常、発癌性などが米国の添付文書には記載され、男女共に妊娠を希望している場合には使用できない。ヒトへの限られた研究では、精子形成に有害であることが示唆された。動物研究では、甲状腺腫と甲状腺癌が有意に増加した。

### コクラン・レビュー
コクラン・レビューは、紅斑性狼瘡様症候群のリスクが「10万処方あたり約53症例」と報告し、それは「尋常性痤瘡のためにミノサイクリンで治療した患者は、テトラサイクリン系や治療をしなかった人々よりも、狼瘡様の自己免疫症候群を発症するリスクが有意に高い」と結論づけた。
- 尋常性ざ瘡のために長期間使用し、投与を中断したところ、関節痛を伴う薬剤誘発性ループス（DIL）を発症したとの報告がある。血液検査所見は、ミノサイクリン中断から約4ヶ月後に陰性化した[注 4][24]。
- 中枢神経系に関連する副作用には、軽い興奮、偽脳腫瘍（かすみ目や頭痛）、前庭性運動失調症、薬物誘発性の離人症が報告されている[25]。

## にきび治療薬として
カプセル剤は痤瘡（にきび）への有効性が示されているものの、適応はない。
日本皮膚科学会の『尋常性ざ瘡治療ガイドライン2016』では、2012年の新たなコクランのレビューを元にエビデンスレベルとしてミノサイクリンは「推奨度 A＊」で推奨され、例えば他の薬剤であるドキシサイクリンは「推奨度 A」とは異なる。有効性が同等とされるドキシサイクリンと比較して、目眩や色素沈着などの副作用の頻度が高く、自己免疫疾患や薬剤性過敏症症候群(DIHS)などの重篤な副作用があることが理由である。
また、1970年の文献を参考に、ドキシサイクリン50mgとミノサイクリン100mgの同等性が示されているとした。以前の『尋常性ざ瘡治療ガイドライン2008』では27件のランダム化比較試験 (RCT) をシステマティック・レビューした文献を根拠として、ミノサイクリン内服を「推奨度 A」で強く推奨していた。長期の継続使用におけるエビデンスは存在せず、皮膚粘膜や歯牙への色素沈着には留意が必要であるとされた。
2015年の英国国立医療技術評価機構 (NICE)のガイドラインでは、コクラン・レビューにおいて、ざ瘡治療の第一選択肢としてミノサイクリンの使用を正当化するエビデンスは認められなかったとされる。他の一般的なざ瘡治療（他のテトラサイクリン系を含む）よりも有効だというエビデンスはなかった。ドキシサイクリンよりも重篤な有害作用と関連していた。全身性エリテマトーデス様の症候群や自己免疫性肝炎などの自己免疫疾患は、使用期間と強い関連があった。他のテトラサイクリン系とは異なり、ミノサイクリンは紅斑性狼瘡と関連していた。ミノサイクリンの徐放製剤が標準製剤よりも安全であることを示すエビデンスはなかった。
2016年の米国皮膚科学会のガイドラインでは、以前のガイドラインではアクネ菌を減少させるためにドキシサイクリンよりも優れたミノサイクリンを推奨していた。しかし、最近のコクラン・レビューではミノサイクリンは有効ではあるものの、他のにきび治療薬より優れていないことが判明している。ミノサイクリンは1mg/kg用量の徐放剤が最も安全であると示されているが、有効性については用量依存性が認められなかった。

### レビュー
2003年のコクラン共同計画によるシステマティック・レビューでは、集められた研究レポートは、小規模かつ低品質であった。尋常性ざ瘡への有効性が示されたものの、他のテトラサイクリン系抗生物質より優れていると結論付けたのは、深刻な方法論的問題を有していた2つの研究だけであった。また有害事象の発生率は、研究間で変動が大きく同定できなかった。他の治療に抵抗を示す、耐性にきびに推奨できる証拠はなかった。
結論として、中等症の尋常性ざ瘡に有効である可能性が高いが、価格と安全性を考慮すると治療の第一選択とするには証拠がなく、また適切な使用量についても同様に推奨することができなかった。これは2012年に改定された。12件の新しいRCTが追加されたが結論は同様であった。中等症、および中等症から重症の尋常性ざ瘡に有効ではあるが、他の治療よりも明確な優位性を示す証拠はなかった。
自己免疫反応の危険性は使用期間に比例しており、また高価な徐放剤が、一般的なミノサイクリン製剤よりも安全であるという裏付けはなかった。他のテトラサイクリン系と比較して安全性に懸念が残った。
| 体重        | 1日用量 | 体重1kgあたりの用量 | 名称           |
| ----------- | ------- | ------------------- | -------------- |
| 045〜049 kg | 045 mg  | 0.92〜1.00 mg/kg    | Minocycline ER |
| 050〜059 kg | 055 mg  | 0.93〜1.10 mg/kg    | Solodyn        |
| 060〜071 kg | 065 mg  | 0.92〜1.08 mg/kg    | Solodyn        |
| 072〜084 kg | 080 mg  | 0.95〜1.11 mg/kg    | Solodyn        |
| 085〜096 kg | 090 mg  | 0.94〜1.06 mg/kg    | Minocycline ER |
| 097〜110 kg | 105 mg  | 0.95〜1.08 mg/kg    | Solodyn        |
| 111〜125 kg | 115 mg  | 0.92〜1.04 mg/kg    | Solodyn        |
| 126〜136 kg | 135 mg  | 0.99〜1.07 mg/kg    | Minocycline ER |

### ほか
2010年の米国臨床皮膚科学誌の論文。以前は、薬剤耐性のアクネ菌が関与する炎症性ざ瘡に対し、優れた効果を有すると考えられていた。しかし、ざ瘡の治療においては、他のテトラサイクリン系よりも有効ではないと示されている。既に神経学的な疾患へ用いられており、抗菌剤としての用途の他に適応が検討されている。1972年に導入されたミノサイクリンは、ざ瘡の治療において第一線の抗菌剤とはみなされない。
Solodynの添付文書（放出調整を施した体重毎の1mg/kg製剤）には「非炎症性病変に対して改善または悪化に影響しない」や「12週間以上の使用は安全性が確立されていない」と記載されている。また、Solodynの2mg/kg剤と3mg/kg剤の臨床試験では有効性が認められず、有害事象の前庭障害と関連があった。

## 中枢神経への影響
意思決定への影響。九州大学で行われた、成人男性（健常者）を対象とした臨床試験において、信頼ゲーム (Trust game) で強い状態不安が観察され、スコアが低い傾向であった。1日200mg（朝夕100mg）のミノサイクリン投与群における実験のスコアと、英:TCIや英:STAIの尺度との間に相関を認めた。
睡眠への影響。健康な男子学生での実験では、ミノサイクリン(200mg)単回投与で徐波睡眠が明らかに減少し、偽薬に変更後2回の夜も持続した。レム睡眠は全ての夜で減少しなかった。
小学生の頃から覚醒剤を使用していた17歳の覚醒剤精神病患者（女性）は、抗精神病薬などの複数の薬剤で数カ月治療を続けたが、目立った効果がなかった。ミノサイクリン100mg/日（朝夕2回）を追加したところ、大幅な改善が見られ、副作用もなかったとの事例がある。九州大学によるサルの実験で、覚醒剤によるドーパミントランスポーター (DAT) の減少を抑える効果がPET画像で示された。

### 動物研究
ミクログリアを著しく増加させ、脳細胞を死滅させる。脳の発達や神経回路形成に影響することが、生きた動物の脳で確認された。神経保護や鎮痛作用は、エンドカンナビノイドシステムの関与が報告された。ドーパミン放出抑制作用が示され、統合失調症の研究で注目されている薬剤である。
マウスに対する動物実験では、自発運動の抑制が認められた。ラットに対する動物実験では、一過性の自発運動の亢進が認められた。また、ウサギに対する動物実験では、脳波に明らかな抑制波の出現が認められる。
ミノサイクリンが、ラットでの恐怖記憶に伴う行動異常を改善させた。

## 治療研究事例

### 統合失調症
2014年6月までの4件のランダム化比較試験 (RCT) をメタ解析した結果では、PANSSの総合スコア「標準化平均差(SMD) = -0.70」と陰性症状スコア「SMD = -0.86」が改善し、副作用の錐体外路症状スコア「SMD = −0.32」がプラセボよりも低く、忍容性が良好であった。陽性症状スコア「SMD = -0.26」と抑うつスコア「SMD = −0.28」はプラセボと有意差がなかった。既存の抗精神病薬との併用である。
2016年12月発表の9件のRCTをメタ解析した結果では、PANSSの総合スコア「SMD = -0.64」、陰性症状スコア「SMD = -0.69」、陽性症状スコア「SMD = -0.22」、一般症状スコア「SMD = -0.45」などが示された。

### 治療抵抗性高血圧
アメリカ心臓協会に発表された論文によれば、ヒトを対象とした臨床試験によって、低用量（50mg/日）のミノサイクリンが、治療抵抗性高血圧症の血圧と炎症状態を改善させることを示された。また、ミノサイクリンが治療抵抗性高血圧症の有望な治療薬であると示唆しされた。アメリカ心臓協会に発表された論文によれば、ラットによる動物実験で腸内細菌叢における腸内毒素症と高血圧の関連を示したと報告されている。ミノサイクリンは、腸内細菌叢におけるフィルミクテスとバクテロイデスの比率を改善し、血圧を下げる。

### 疼痛
神経障害性疼痛に対するミノサイクリンの鎮痛効果を検証する第III相の臨床試験が東京大学医学部附属病院で行われたが結果の公表には至らなかった。オピオイドによる痛覚過敏に対する効果を検証する臨床試験がイェール大学で行われている。また、ヘロイン依存症と覚醒剤依存症を併発した患者に対する臨床試験（第III相）も行われている。

### 脳卒中
2007年の研究では脳虚血発作を起こしてから24時間以内に200mgのミノサイクリンを5日間にわたり服用した患者では、プラセボを服用した患者と比較して、脳機能と発作の激しさが3か月以上にわたって改善されるという結果が出たと報告された。

## 基礎研究
- PARP1阻害[注 9][61][62]
- ミクログリア活性化抑制[注 10][41][63]
- NMDA阻害[注 11][63]
- グルタミン酸阻害[注 12][64]
- ドーパミン放出抑制[48]
- 2-アラキドノイルグリセロール  (2-AG) 放出抑制[65]
- パルミトイルエタノールアミド (PEA) 放出増加[65]
- PAC1受容体活性化促進[66]
- マトリックスメタロプロテアーゼ(MMP 1, 2, 8, 9, 13)阻害[67]
- カスパーゼ-1阻害（抗アポトーシス効果）[67]
- 好中球遊走・走化性阻害[67]
- T細胞遊走阻害[67]
- T細胞MMP9阻害[67]
- T細胞活性化・増殖阻害[67]
- ホスホリパーゼA2阻害[67]
- プロテインキナーゼC阻害[67]
- 炎症性サイトカイン(IL-1 a/b, IL-6, IL-8, TNF-α）阻害[67]
- 抗炎症性サイトカイン(IL-10)アップレギュレーション[67]
- シクロオキシゲナーゼ2発現阻害[67]
- 一酸化窒素合成酵素発現阻害[67]

### 抗炎症作用と神経保護作用
近年の研究結果では、ミノサイクリンが、神経変性疾患、とくに多発性硬化症、関節リウマチ、筋萎縮性側索硬化症(ALS)、ハンチントン病、パーキンソン病といった一連の神経変性疾患に対して、神経保護と抗炎症作用を示しうることが報告された。また、脳の老化に関係している炎症酵素のアラキドン酸-5-リポキシゲナーゼ阻害作用がかかわっている可能性があり、アルツハイマー症患者への適用が研究されている。

#### サイトカイン抑制
抗炎症薬としては、ミノサイクリンは、炎症を起こす前のサイトカインの出力を抑制することによって腫瘍壊死因子 (TNF-α) のはたらきを減弱させ、これにより細胞のアポトーシスを阻害する。この効果は、活性化T細胞と小膠細胞へミノサイクリンが直接作用することによってもたらされ、その結果、T細胞の小膠細胞との連絡能力を減衰させ、T細胞-小膠細胞シグナル伝達によるサイトカインの産生を減少させる。ミノサイクリンは、NF-κBの核内転写を阻害することにより、小膠細胞の活性化も抑制する。ミノサイクリンの神経保護は、その抗炎症能とは無関係に機能すると考えられている。炎症性サイトカイン誘発の神経幹細胞に対する神経膠腫遺伝子効果を軽減する。

## 合成
ミノサイクリンは、6-デオキシテトラサイクリンを半合成することで得られる。6-デオキシテトラサイクリンは、全合成によって生成することもできる。